# Lesnovo (Bulgarie)
Lesnovo (Лесново) est une ville de la province de Sofia en Bulgarie.
En 2015, sa population était de 1 709 habitants.
On y trouve une église Saint-Michel-Archange, avec trois dômes.

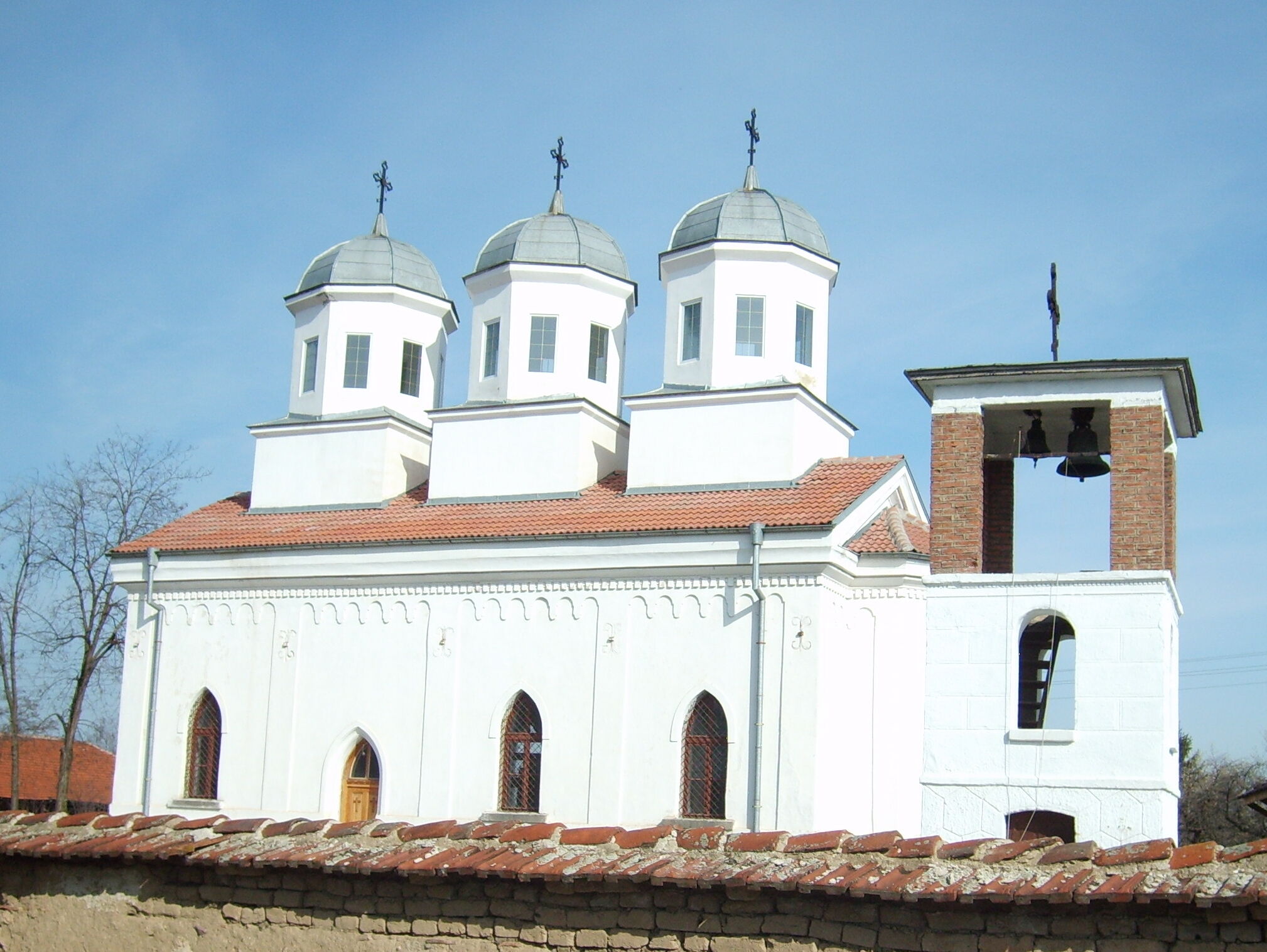
Église Saint-Michel-Archange.

Un aérodrome (en) régional se trouve au sud-est de la ville.